# Doug Peden

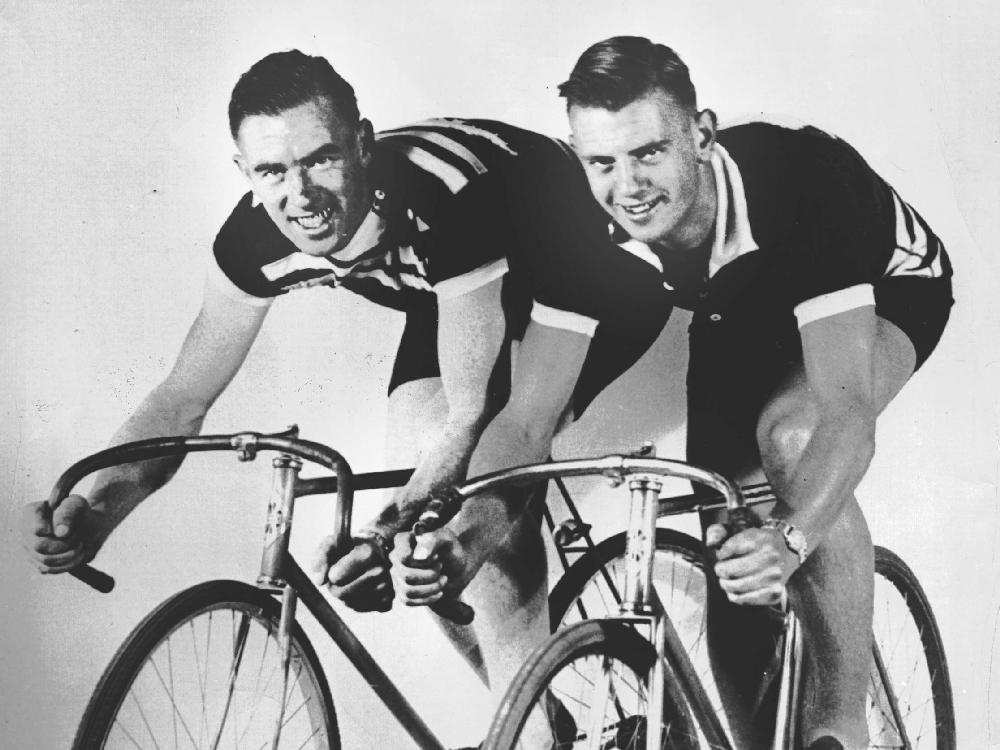
Bröderna Peden, William till vänster och Douglas till höger.

James Douglas "Doug" Peden, född den 18 april i Victoria, British Columbia, död den 11 april 2005 på samma plats, var en kanadensisk idrottsman som tävlade professionellt i basket, bancykling och baseboll, samt som amatör i rugby, fotboll, simning, friidrott och tennis. Som basketspelare ingick han i det kanadensiska silverlaget vid Olympiska spelen i Berlin 1936 samt blev kanadensisk mästare med Victoria Blue Ribbons 1935 (amatörlag) och med Victoria Dominoes 1946 (professionella lag). Som cyklist blev han kanadensisk mästare i sprint (professionella) 1939 och vann sju sexdagarslopp i USA och Kanada, sex av dem i par med sin äldre bror William. I baseboll spelade han för Pittsburgh Pirates olika farmarlag, som han senare även var manager för. Under andra världskriget tjänstgjorde han som löjtnant i den kanadensiska armén 1942–1945 och efter idrottskarriären arbetade han som sportredaktör för Victoria Times i 26 år.
Peden valdes in i Canada's Sports Hall of Fame 1979.

## Meriter

### Bancykling

#### Sexdagarslopp
| 1936/1937 Vinnare av Buffalos sexdagars (februari) med William Peden 2:a i Pittsburghs sexdagars (april) med William Peden 1937/1938 Vinnare av Torontos sexdagars (oktober) med William Peden Vinnare av San Franciscos sexdagars (februari) med William Peden 2:a i Chicagos sexdagars (mars) med William Peden 2:a i Buffalos sexdagars (mars) med William Peden 3:a i Montreals sexdagars (oktober) med William Peden 3:a i Chicagos sexdagars (november) med William Peden 3:a i New Yorks sexdagars (december) med William Peden 1938/1939 Vinnare av Montreals sexdagars (oktober) med William Peden Vinnare av New Yorks sexdagars (maj) med William Peden 2:a i New Yorks sexdagars (september) med William Peden 2:a i Chicagos sexdagars (november) med William Peden 2:a i Buffalos sexdagars (november) med William Peden 3:a i Chicagos sexdagars (mars) med William Peden |  | 1939/1940 Vinnare av Chicagos sexdagars (november) med William Peden 2:a i New Yorks sexdagars (november) med William Peden 2:a i Buffalos sexdagars (mars) med William Peden 2:a i Pittsburghs sexdagars (april) med William Peden 1940/1941 2:a i Chicagos sexdagars (november) med Archie Bollaert 1941/1942 Vinnare av Chicagos sexdagars (januari) med Cecil Yates 2:a i Milwaukees sexdagars (januari) med William Peden 2:a i Clevelands sexdagars (februari) med William Anderson 3:a i Montreals sexdagars (oktober) med William Peden 1939 Kanadensisk mästare i sprint |